# Calle de la Abada
La calle de la Abada es una breve vía de la ciudad española de Madrid, situada en el barrio de Sol, distrito Centro, que une la plaza del Carmen con la Gran Vía.

## Historia
La calle tenía en 1889 su entrada por la plaza del Carmen y su salida por la calle de Jacometrezo, sin embargo tras la reconfiguración del barrio con la construcción del segundo tramo de la Gran Vía a comienzos del siglo xx, la calle de la Abada concluyó en esa avenida principal.
Figura con el mismo nombre tanto en el plano de Teixeira de 1656 como en el posterior de Espinosa (1769), y se conservan antecedentes de construcciones particulares desde 1776. Una versión de su legendario origen cuenta que los terrenos de esta calle fueron propiedad de fray Pedro de Guevara, prior de San Martín, según lo refería el padre Sarmiento, y que su sorprendente nombre se debió a la cesión que Felipe II hizo al monasterio del rinoceronte (‘abada’ por otro nombre) que le regaló en 1501 el gobernador de Java (en las bautizadas islas Filipinas), y que sería el que dibujó Juan de Cufes en su Tratado de varia conmensuración. Razona Pedro de Répide lo absurdo de la cesión de tal regalo, teniendo Felipe II otros mejores parques donde colocar su exótico animal, y propone como más probable la presencia en las eras del priorato de San Martín de unos saltimbanquis portugueses que traían una «abada» o rinoceronte hembra, atracción muy popular entre los chicos del barrio. Una vez más sería un suceso terrible el que grabara en la memoria madrileña el nombre de aquel animal, pues ocurrió que habiéndole ofrecido un bollo caliente (un 'mollete abrasando' especifica Répide) un mozo del vecino horno de la Mata, enfureció a la bestia, que rompiendo la valla que la enjaulaba arremetió contra el desdichado muchacho hasta matarlo. Fugado el rinoceronte, tras una noche tragicómica en que el pueblo de Madrid la buscó acosando sombras, aparació al día siguiente en las lejanas eras de Vicálvaro.
Los cronistas Carlos Cambronero e Hilario Peñasco informan de que fueron Juan Gabriel de Ocampo y María de Meneses los primeros en levantar casas en la calle, ya en el siglo xvi, anotan también que en el número 2 estuvo establecido durante un tiempo la sede del Círculo de Bellas Artes. Pedro de Répide la describe, en su origen, como «estrecha y tortuosa», poblada de tiendas de libros viejos, «casas de préstamos y salones de peinar», donde algunas buñolerías servían de refugio nocturno a «mujercillas y rufianes, bohemios y hampones», todo ello en el viejo Madrid que «borró la Gran Vía», haciendo desaparecer de su entramado «las casas de huéspedes modestas para estudiantes, empleados de poco sueldo y forasteros de escasos recursos» junto con las mancebías más descaradas. Añade el cronista Répide que estuvieron en este calle el Café de la Alegría y la Fonda de Barcelona, posada donde vivió hospedado el escritor Roberto Robert. También apunta sobre el Café de la Alegría que fue de los preferidos por los viajeros extranjeros en los revueltos años del inicio de la década de 1820, por ser, como dijo Moratín, «un café al que se iba solamente a tomar café» (como así mismo el Levante, el Café de los Gorros o el de la Nicolasa), y no un polvorín revolucionario como La Fontana de Oro o el Lorenzini.
El final de la calle está flanqueado por los edificios del Palacio de la Música —construido en la década de 1920, durante su construcción se desplomó una parte de la fachada y la cubierta sobre la calle de la Abada— y el Cine Avenida, otro mortecino local de espectáculos que a su vez data de 1926, según proyecto de José Miguel de la Quadra-Salcedo—. Pedro Laín Entralgo recuerda en sus memorias como, allá por el 12 de abril de 1931, quedaba en esta calle, cual «fósil paleolítico», un círculo maurista.

## Edificios

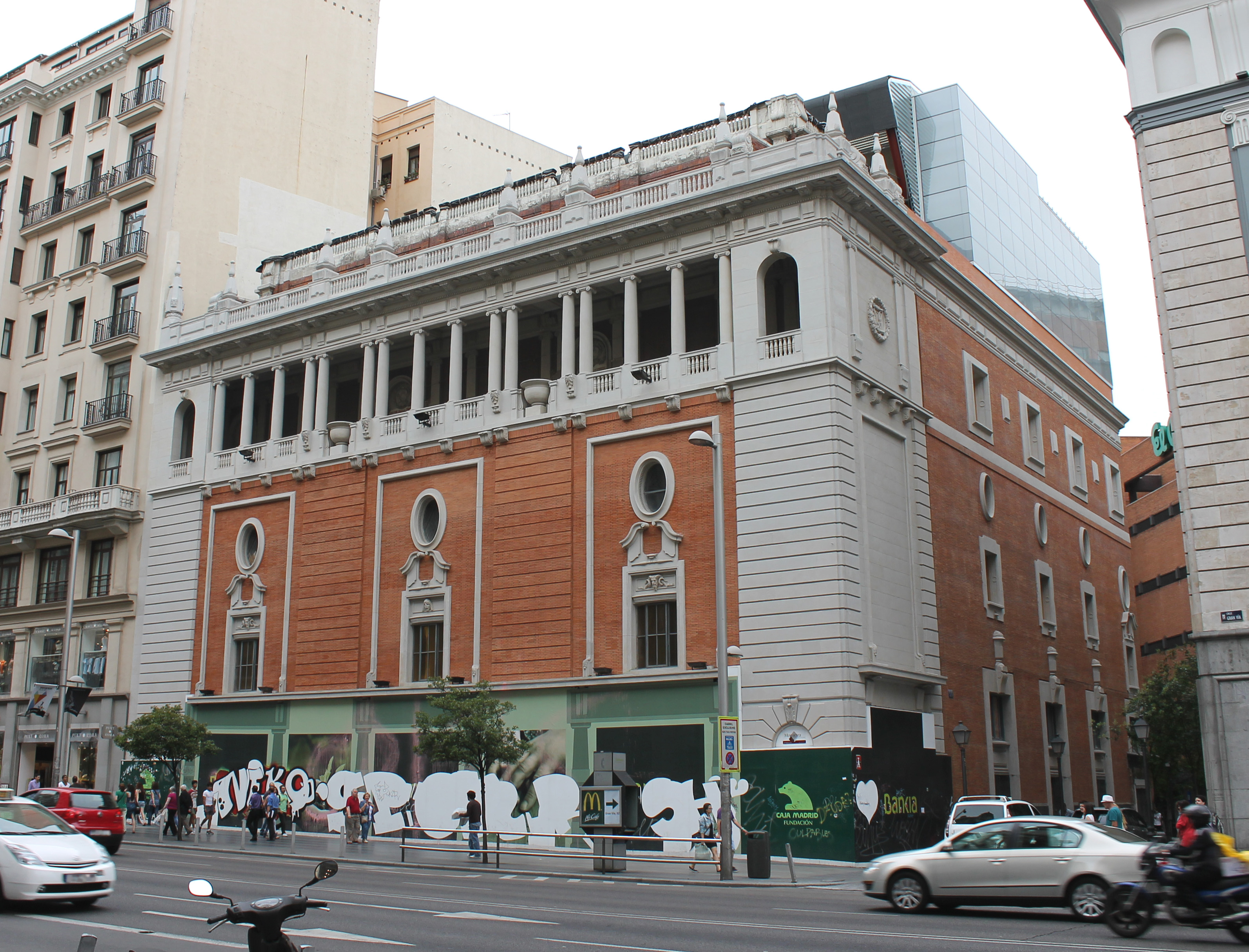
Antiguo Palacio de la Música, la calle de su derecha es la de la Abada.
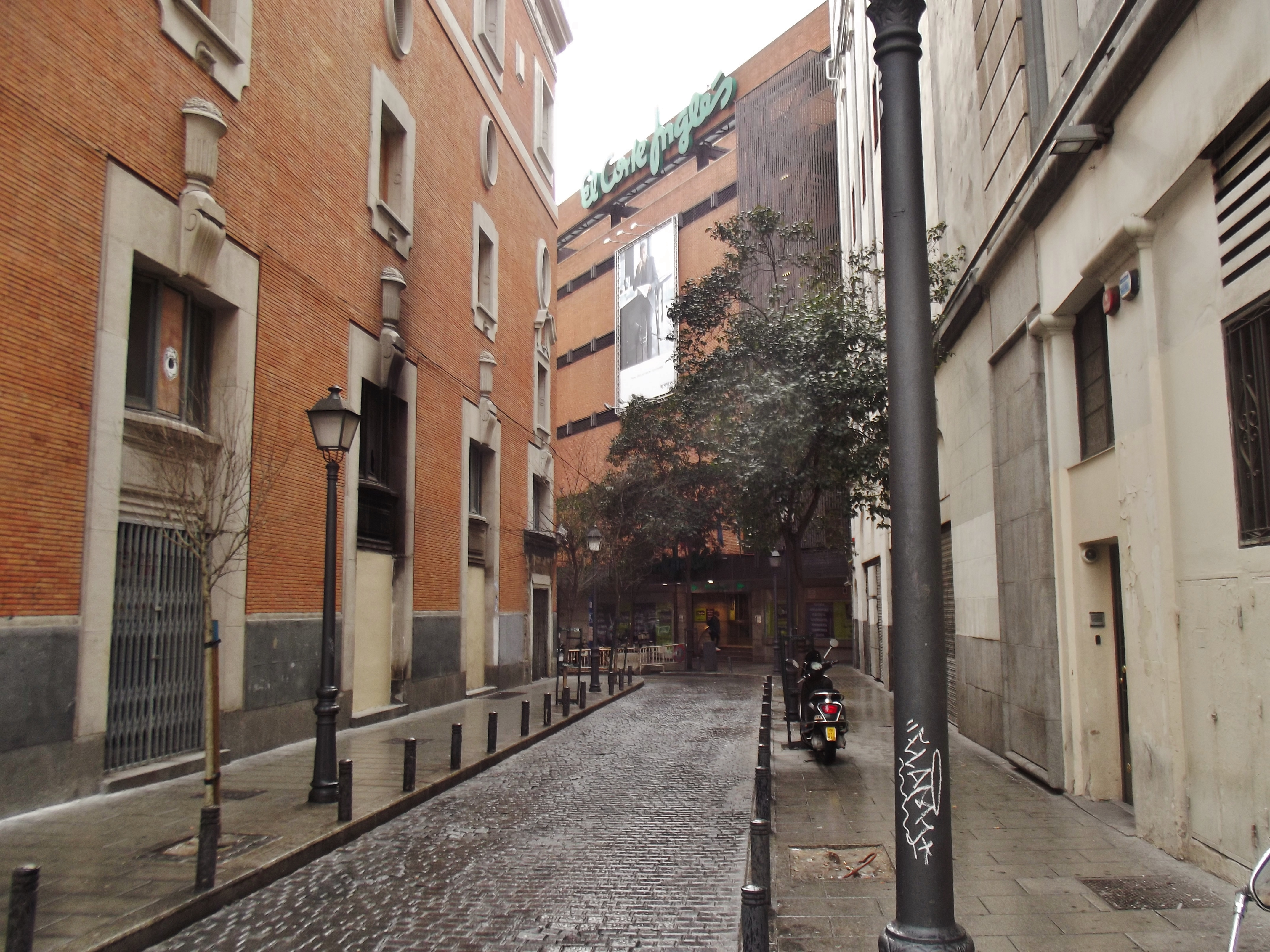
Al fondo, recodo de la calle con la entrada trasera de unos grandes almacenes.
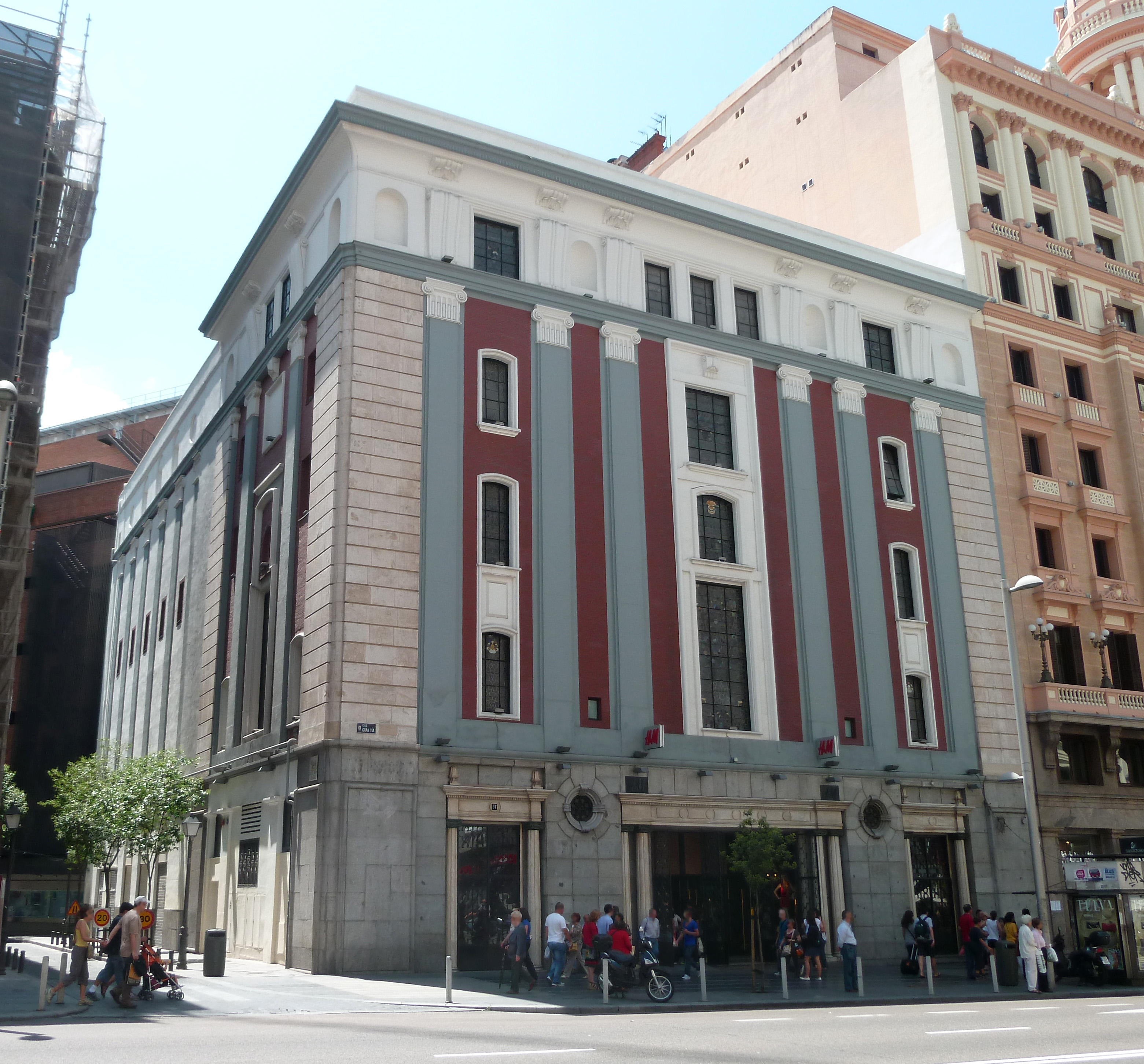
Antiguo Cine Avenida, hoy día una tienda. La calle que se abre a su izquierda es la de la Abada.